# 1044 км (зупинний пункт)
1044 кіло́метр — залізничний пасажирський зупинний пункт Луганської дирекції Донецької залізниці.
Розташований поблизу села Дубівка, Сорокинський район, Луганської області на лінії Кіндрашівська-Нова — Довжанська між станціями Сімейкине-Нове (22 км) та Ізотове (13 км).
Через військову агресію Росії на сході України транспортне сполучення припинене. Лінія не діюча з 2007 року. Лінію в майбутньому передбачено демонтувати.